# Liste der Biografien/Elm
Liste der Biografien |
Portal Biografien |
Personensuche
# |
A |
B |
C |
D |
E |
F |
G |
H |
I |
J |
K |
L |
M |
N |
O |
P |
Q |
R |
S |
T |
U |
V |
W |
X |
Y |
Z |
?
 
Ea |
Eb |
Ec |
Ed |
Ee |
Ef |
Eg |
Eh |
Ei |
Ej |
Ek |
El |
Em |
En |
Eo |
Ep |
Eq |
Er |
Es |
Et |
Eu |
Ev |
Ew |
Ex |
Ey |
Ez
 
Ela |
Elb |
Elc |
Eld |
Ele |
Elf |
Elg |
Elh |
Eli |
Elj |
Elk |
Ell |
Elm |
Eln |
Elo |
Elp |
Elr |
Els |
Elt |
Elu |
Elv |
Elw |
Ely |
Elz
Die Liste der Biografien führt alle Personen auf, die in der deutschsprachigen Wikipedia einen Artikel haben. Dieses ist eine Teilliste mit 119 Einträgen von Personen, deren Namen mit den Buchstaben „Elm“ beginnt.

## Elm
- Elm, Adolph von (1857–1916), deutscher Genossenschafter, Gründer und Politiker, MdR
- Elm, Britta (* 1967), deutsche Moderatorin
- Elm, David (* 1983), schwedischer Fußballspieler
- Elm, Joachim (1931–2012), deutscher Diplomat, Botschafter der DDR
- Elm, Jürgen (1952–2017), deutscher Fußballspieler
- Elm, Kaspar (1929–2019), deutscher Historiker
- Elm, Ludwig (* 1934), deutscher Politiker (PDS), MdV, MdB
- Elm, Rasmus (* 1988), schwedischer Fußballspieler
- Elm, Steven (* 1975), kanadischer Eisschnellläufer
- Elm, Susanna (* 1959), deutsche Althistorikerin
- Elm, Theo (* 1944), deutscher Germanist und Hochschullehrer
- Elm, Viktor (* 1985), schwedischer Fußballspieler

### Elma
- Elma, Fikri (1934–1999), türkischer Fußballspieler
- Elmacı, Yasir (* 1981), türkischer Fußballspieler
- Elmadfa, Ibrahim (* 1943), österreichischer Ernährungswissenschaftler
- Elmahdy, Aliaa Magda (* 1991), ägyptische Bloggerin, Femen-Aktivistin, Feministin und Teilnehmerin der Jugendbewegung des 6. April
- Elmaleh, Gad (* 1971), französischer Komiker und FilmschauspielerGad Elmaleh (* 1971)

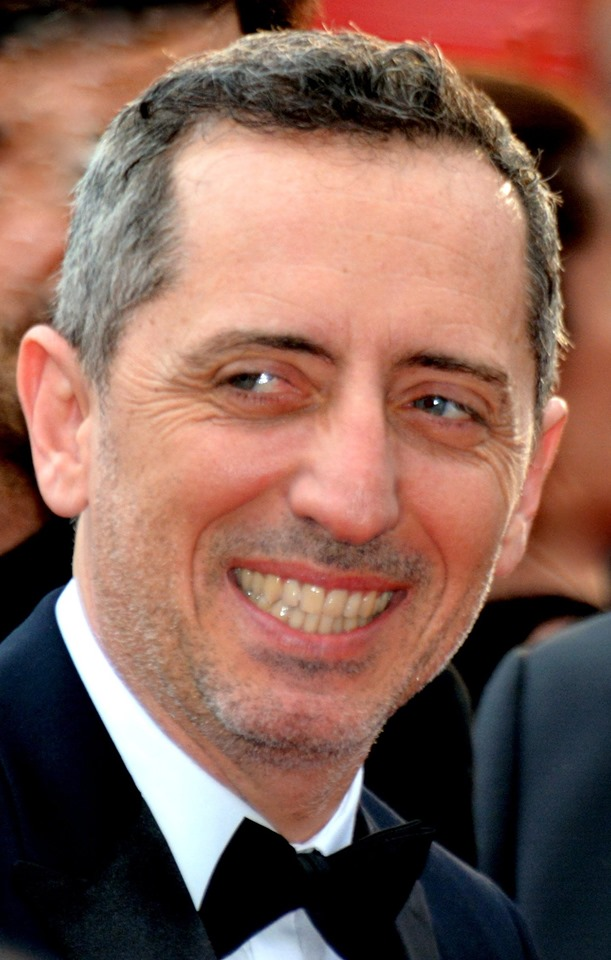
Gad Elmaleh (* 1971)

- Elmalı, Eren (* 2000), türkischer Fußballspieler
- Elman, Dave (1900–1967), US-amerikanischer Hypnotiseur und Autor
- Elman, Ilwad (* 1989), somalische Friedens- und Menschenrechtsaktivistin
- Elman, Jamie (* 1976), kanadisch-US-amerikanischer Schauspieler
- Elman, Jeffrey (1948–2018), US-amerikanischer Kognitionswissenschaftler und Linguist
- Elman, Mischa (1891–1967), US-amerikanischer Violinist
- Elman, Richard (* 1943), britischer Manager
- Elman, Ziggy (1914–1968), US-amerikanischer Jazztrompeter
- Elmander, Johan (* 1981), schwedischer Fußballspieler
- Elmar Geirsson (* 1948), isländischer Fußballspieler
- Elmas, Eljif (* 1999), nordmazedonischer FußballspielerEljif Elmas (* 1999)

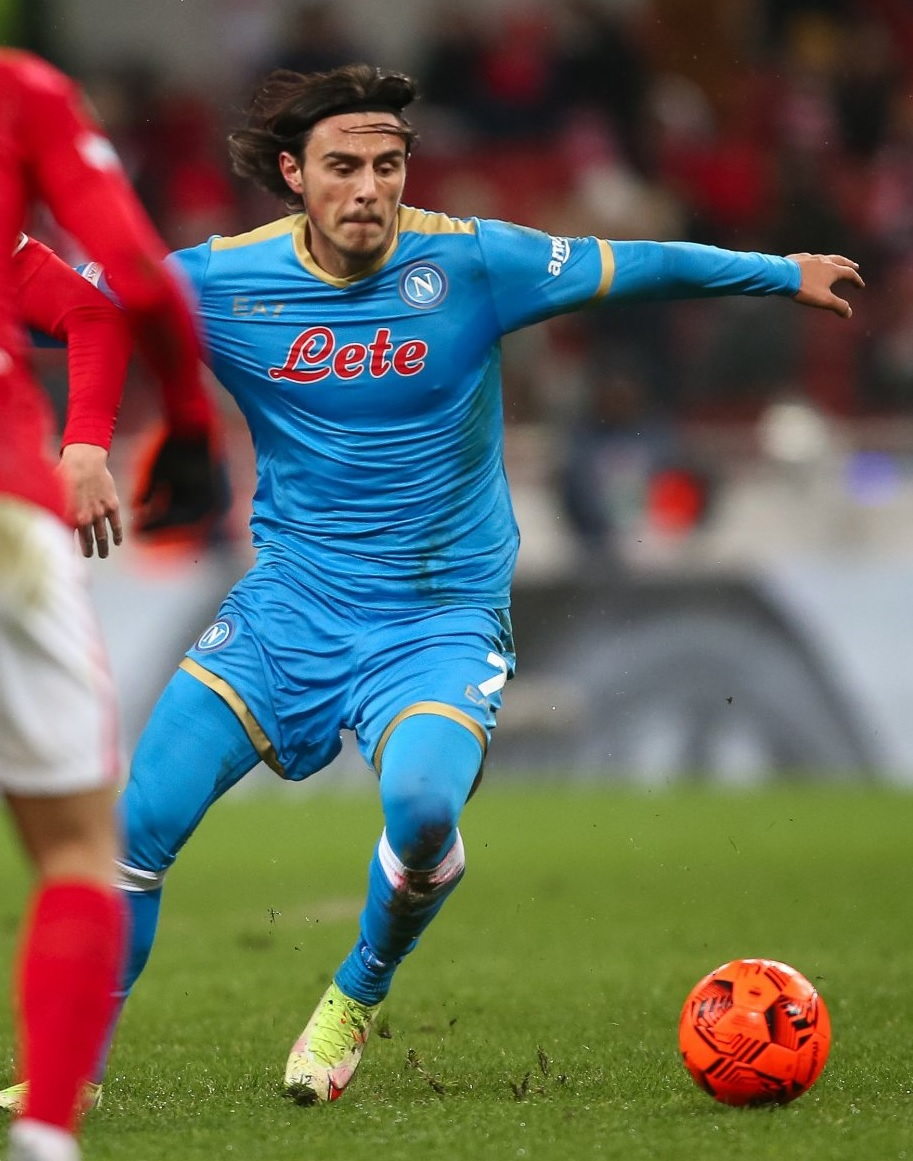
Eljif Elmas (* 1999)

- Elmas, Ferdi (* 1985), niederländisch-türkischer Fußballspieler
- Elmas, Fevzi (* 1983), türkischer Fußballspieler
- Elmas, Naz (* 1983), türkische Schauspielerin
- Elmas, Stéphan (1864–1937), armenisch-schweizerischer Komponist und Pianist
- Elmastaşoğlu, Ayhan (* 1941), türkischer Fußballspieler
- Elmay, Edith (1932–2020), österreichische Schauspielerin
- Elmayer von Vestenbrugg, Rudolf (1881–1970), österreichischer Schriftsteller
- Elmaz, Bartuğ (* 2003), türkischer Fußballspieler
- Elmazi, Laureta (* 2003), deutsche Fußballspielerin

### Elmb
- Elmblad, Johannes (1853–1910), schwedischer Opernsänger der Stimmlage Bass, Opernregisseur und Operndirektor

### Elme
- Elmecker, Gerhard (* 1937), deutscher Fußballspieler
- Elmecker, Robert (1942–1997), österreichischer Lehrer und Politiker (SPÖ), Abgeordneter zum Nationalrat
- Elmegreen, Bruce (* 1950), US-amerikanischer Astronom
- Elmegreen, Debra (* 1952), US-amerikanische Astronomin
- Elmelunde-Meister, dänischer Maler
- Elmen, Gustav (1876–1957), schwedisch-US-amerikanischer Elektrotechniker und Metallurge, der Permalloy entwickelte
- Elmendorf, Friedrich Kaspar von (1706–1767), kaiserlicher Generalmajor und einer der ersten Ritter des Maria-Theresia-Ordens
- Elmendorf, Hugh Merle (1895–1933), US-amerikanischer Air-Force-Offizier
- Elmendorf, Lucas (1758–1843), US-amerikanischer Politiker
- Elmendorff, Christoph von (1774–1834), deutscher Domherr und Politiker
- Elmendorff, Karl (1891–1962), deutscher Dirigent
- Elmendorff, Kaspar Andreas von (1658–1730), deutscher katholischer Domherr in Lübeck
- Elmenhorst, Geverhart (1583–1621), Theologe, Kirchenlieddichter und Verfasser von Opernlibretti
- Elmenhorst, Heinrich (1632–1704), deutscher Theologe, Kirchenlieddichter und Verfasser von Opernlibretti
- Elmenhorst, Hinrich Christian (1726–1779), deutscher Kaufmann und Partenreeder
- Elmenhorst, Kurt Wolfram Carlos (1910–2000), deutscher Kaufmann, Sammler von Mayatextilien
- Elmenhorst, Theodor Hinrich (1801–1876), deutsch-englischer Kaufmann und Partenreeder
- Elmenreich, Wilfried (* 1973), österreichischer Informatiker
- Elmentaler, Michael (* 1965), deutscher Germanist
- Elmer, Artur (* 1939), deutscher Künstler, Kunsterzieher und langjähriger Vorsitzender des Kunstvereins Aalen
- Elmer, Bernhard (1893–1961), Schweizer Politiker (BGB)
- Elmer, Charles (1872–1954), US-amerikanischer Astronom
- Elmer, Christina, deutsche Journalistin, Medienwissenschaftlerin und Hochschullehrerin
- Elmer, David, US-amerikanischer Klassischer Philologe
- Elmer, Ebenezer (1752–1843), US-amerikanischer Politiker
- Elmer, Georg (1908–1944), österreichischer Numismatiker
- Elmer, James (* 1971), australischer Hockeyspieler
- Elmer, Jonas (* 1988), Schweizer Fussballspieler
- Elmer, Jonathan (1745–1817), US-amerikanischer Senator von New Jersey
- Elmer, Lachlan (* 1969), australischer Hockeyspieler
- Elmer, Lucius (1793–1883), US-amerikanischer Jurist und Politiker
- Elmer, Manuel Conrad (1886–1988), US-amerikanischer Soziologe und Hochschullehrer
- Elmer, Markus (* 1952), deutscher Fußballspieler
- Elmer, Rico (* 1969), Schweizer Skibergsteiger
- Elmer, Rudolf (* 1955), Schweizer Bankmanager und Whistleblower
- Elmer, Tom (* 1997), Schweizer Mittelstreckenläufer
- Elmer, William P. (1871–1956), US-amerikanischer Politiker
- Elmer-Herzig, Konrad (* 1949), evangelischer Pfarrer und Politiker (SPD), MdV, MdBKonrad Elmer-Herzig (* 1949)

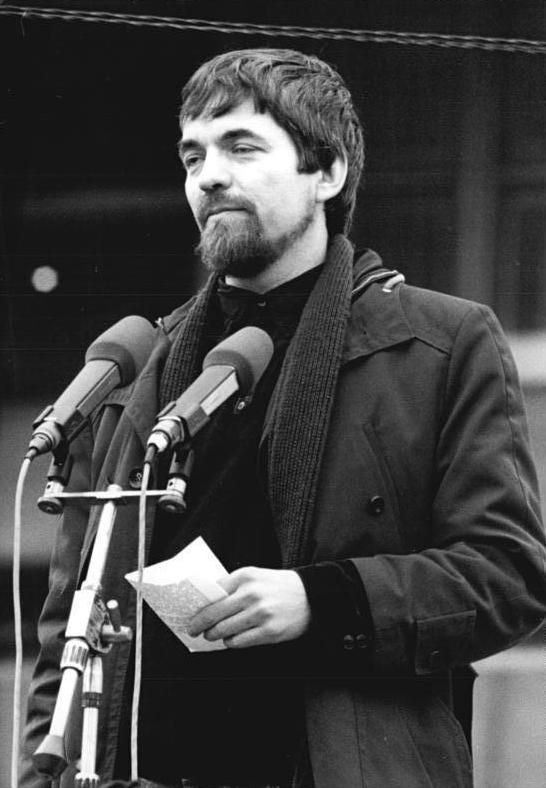
Konrad Elmer-Herzig (* 1949)

- Elmes, Frederick (* 1946), US-amerikanischer Kameramann
- Elmes, James (1782–1862), englischer Architekt und Bauingenieur

### Elmg
- Elmgreen, Michael (* 1961), dänischer Künstler
- Elmgren, Åsa (* 1966), schwedische Opernsängerin und Schauspielerin
- Elmgren, Kurt (* 1943), schwedischer Ringer

### Elmh
- Elmholt, Ritha (* 1947), deutsch-dänische Malerin und Autorin

### Elmi
- Elmi, Asha Haji (* 1962), somalische Friedensaktivistin und Frauenrechtlerin
- Elmi, Idiris Muse († 2010), somalischer Politiker
- Elmiger, Alfred (1886–1958), französischer Politiker
- Elmiger, Dorothee (* 1985), Schweizer SchriftstellerinDorothee Elmiger (* 1985)

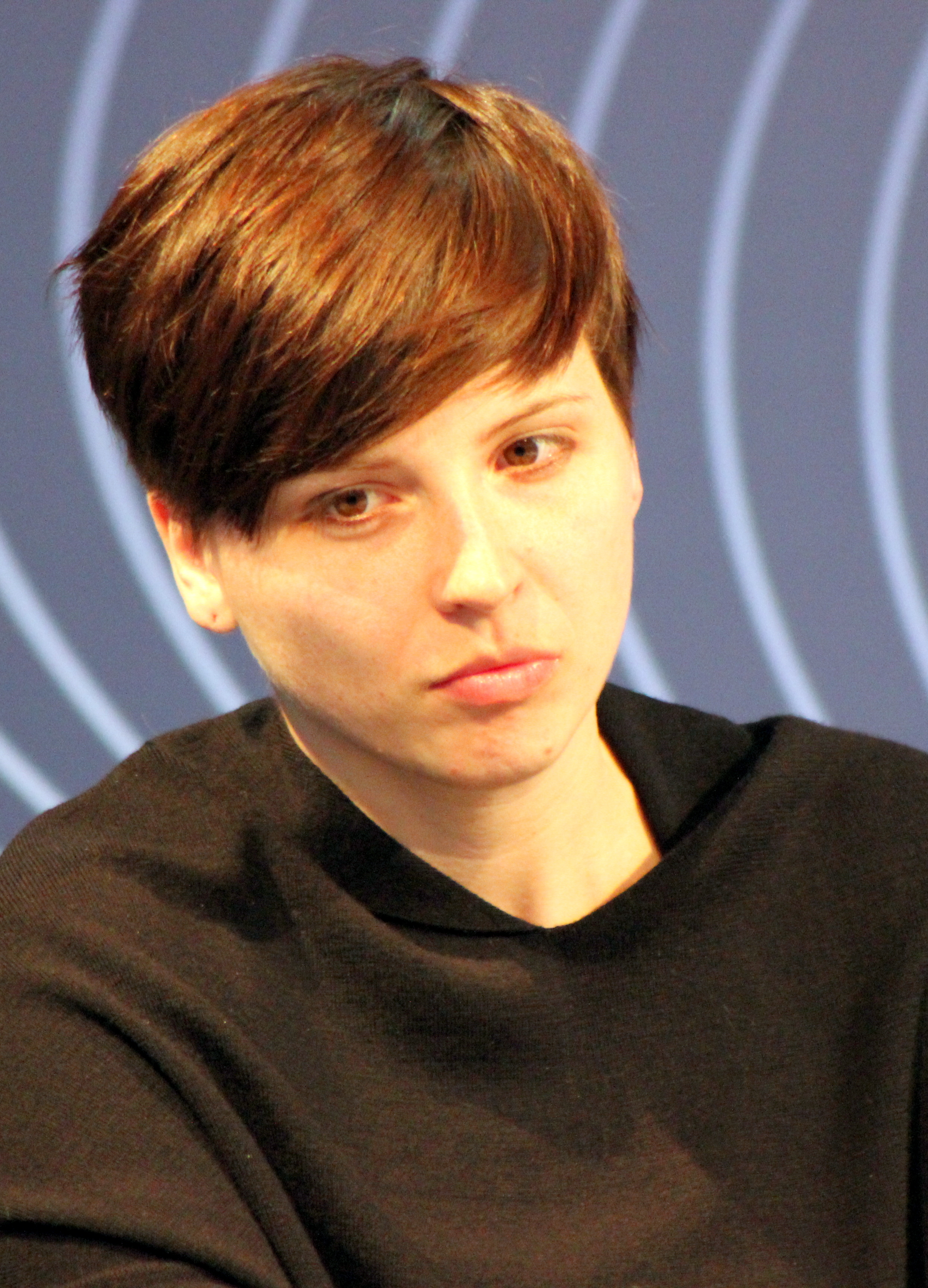
Dorothee Elmiger (* 1985)

- Elmiger, Franz (1882–1934), Schweizer Tier- und Landschaftsmaler sowie Restaurator
- Elmiger, Martin (* 1978), Schweizer Radrennfahrer
- Elmiger, Suzy, US-amerikanische Filmeditorin
- Elmissiry, Amira (* 1982), simbabwische Juristin und Bankmanagerin

### Elmk
- Elmkhah, Hassan Esmaeil (1936–1989), iranischer Gewichtheber
- Elmkies, Ilay (* 2000), israelischer Fußballspieler

### Elmo
- Elmo (* 1984), deutscher Rapper
- Elmohamady, Ahmed (* 1987), ägyptischer Fußballspieler
- Elmont, Dex (* 1984), niederländischer Judoka
- Elmont, Guillaume (* 1981), niederländischer Judoka
- Elmont, Ricardo (1954–2013), surinamischer Judoka
- Elmore, Alfred (1815–1881), irisch-britischer Maler und Illustrator
- Elmore, Amanda (* 1991), US-amerikanische Ruderin
- Elmore, Franklin H. (1799–1850), US-amerikanischer Politiker (Demokratische Partei)
- Elmore, Larry (* 1948), US-amerikanischer Fantasy-Maler
- Elmosnino, Éric (* 1964), französischer Schauspieler

### Elmp
- Elmpt, Bettina (* 1956), deutsche Künstlerin
- Elmpt, Franz Philipp von (1724–1795), kaiserlicher Feldmarschallleutnant
- Elmpt, Johann Martin von (1726–1802), russischer Feldmarschall
- Elmpt, Philipp von (1763–1818), russischer Generalleutnant
- Elmpt, Wilhelm (1889–1944), deutscher Architekt

### Elmq
- Elmquist, Chris, kanadischer Skeletonpilot
- Elmqvist, Rune (1906–1996), schwedischer Ingenieur und Erfinder, Entwickler des implantierbaren Herzschrittmachers

### Elms
- Elms, Robert (* 1959), britischer Journalist und Buchautor
- Elms, Thomas (* 1996), kanadischer Schauspieler
- Elmsäter, Erik (1919–2006), schwedischer Leichtathlet und Nordischer Kombinierer
- Elmsäter-Svärd, Catharina (* 1965), schwedische Politikerin, Mitglied des Riksdag
- Elmshäuser, Konrad (1906–1992), deutscher Politiker (NSDAP), Mitglied des Provinziallandtages der Provinz Hessen-Nassau
- Elmshäuser, Konrad (* 1959), deutscher Historiker und Archivar und Leiter des Staatsarchivs Bremen
- Elmsley, James H. (1859–1921), kanadischer Generalmajor, Kommandeur der Canadian Siberian Expeditionary Force (1918 bis 1919)
- Elmsley, Peter (1773–1825), britischer Klassischer Philologe und Kirchenhistoriker
- Elmslie, Brittany (* 1994), australische Schwimmerin
- Elmslie, George (1861–1918), australischer Politiker und Premier von Victoria